# Malý Újezd
Malý Újezd är en ort i Tjeckien.   Den ligger i regionen Mellersta Böhmen, i den centrala delen av landet, 28 km norr om huvudstaden Prag. Malý Újezd ligger 184 meter över havet och antalet invånare är 819.
Terrängen runt Malý Újezd är platt. Runt Malý Újezd är det ganska tätbefolkat, med 185 invånare per kvadratkilometer. Närmaste större samhälle är Mělník, 4,4 km nordväst om Malý Újezd. Runt Malý Újezd är det i huvudsak tätbebyggt.